# 比利奇 (伊瓦尼奇區)
50°39′11″N 24°17′7″E / 50.65306°N 24.28528°E
比利奇（烏克蘭語：Біличі），是烏克蘭的村落，位於該國西部沃倫州，由沃洛德米爾區負責管轄，始建於1547年，面積10.8平方公里，海拔高度216米，2001年人口528，人口密度每平方公里48.89人。